# 佛德里克·法金
弗德里克·法金（英語：Federico Faggin，1941年12月1日—），意大利物理学家、工程师、发明家、企业家。曾工作于仙童公司，后在英特尔公司领导设计了首款商用微处理器Intel 4004。此后又联合创办了Zilog公司，领导开发Zilog Z80微处理器和Zilog Z8微控制器。